# Villaricca
Villaricca (Until May 13 1871 called Panicocoli) là một đô thị ở tỉnh Napoli ở vùng Campania, cách khoảng 10 km về phía tây bắc của Napoli. Tại thời điểm ngày 31 tháng 12 năm 2004, đô thị này có dân số 28.159 người và diện tích là 6,8 km².
Villaricca giáp các đô thị: Calvizzano, Giugliano in Campania, Marano di Napoli, Mugnano di Napoli, Qualiano, Quarto.